# Louis Astruc
Louis Astruc (* 7. Januar 1857 in Marseille; † 4. April 1904 ebenda) war ein französischer Schriftsteller okzitanischer Sprache.

## Leben und Werk
Louis Astruc war Journalist. Er gründete 1879 in Marseille die Autorengruppe La Calanca, die sich (als zugehörig zum Félibrige) Felibres de la mer (Meeresfeliber) nannten. Im Mai 1886 gründete er die Zeitung Zou! Journaou dou Miejour, die bis Dezember 1888 bestand. 1887 wurde er Majoral (Akademiemitglied) des Félibrige (Sitz: Cigalo de Zani). Eduard von Jan nannte den Gedichtband Encensié (Rauchfass) von 1898 den „Höhepunkt im Schaffen Astrucs“.

## Werke (Auswahl)
- (1882) La Marsiheso. Pouèmo-dramati prouvençau en IV tablèu. Laffitte, Marseille 1882. Ghio, Paris 1885. (zweisprachig, Karl V. 1529 vor Marseille)
- Li cacío. Recuei de pouesio prouvençalo. Ghio, Paris 1884.
- La man senèstro. Pouèmo. J. Roumanille, Avignon 1895. (zweisprachig)
- Tan vai la jarro au pous. Coumèdi dramatico en un ate, en vers. Seguido de Li retrobo. Fantasie felibrenco. J. Roumanille, Avignon 1896. (zweisprachig)
- La Messo pagano. La messe païenne. J. Roumanille, Avignon 1897.
- Li Mousaīco, blu, blanc, rouge, vièi or. J. Roumanille, Avignon 1899.
- L'encensié = L'encensoir. J. Roumanille, Avignon 1902. (Gedichte)